# Лінді Реміджино
Лінді Джон Реміджино (англ. Lindy John Remigino; 3 червня 1931 — 11 липня 2018) — американський легкоатлет, спринтер. Дворазовий олімпійський чемпіон.

## Життєпис
Несподівано кваліфікувавшись на літні Олімпійські ігри 1952 року в Гельсінкі (Фінляндія), у фіналі бігу на 100 метрів випередив Герба Маккенлі з Ямайки і виборов золоту олімпійську медаль. Другу золоту медаль виборов в естафеті 4×100 метрів.
Після закінчення спортивної кар'єри працював шкільним тренером в місті Гартфорді, штат Коннектикут.